# قاسم جبلی
قاسم جِبلّی (زاده ۱۵ آذر ۱۳۰۵ در تهران- درگذشته ۳ اسفند ۱۳۹۱ تهران) از خوانندگان موسیقی کوچه بازاری ایران بود. وی از خوانندگان سرشناس لاله‌زاری به‌شمار می‌آمد.
او در دهه ۴۰ و ۵۰ یکی از خوانندگان محبوب در میان مردم کوچه و بازار بود که حاصل ازدواج او پسری به نام امید جِبِلی است که او هم راه پدر را ادامه می‌دهد و ترانه دنیا را بازخوانی کرده است.
مادر او در اهواز از اساتید آموزش قرآن بود و خود قاسم جبلی هم در مدرسه مؤذن و قاری قرآن بوده  و به دلیل تسلط به زبان و لهجه عربی (عرب اهواز) به خوبی توانست با ام کلثوم خواننده ای مصری و عرب زبان ارتباط برقرار کرده و تلفیق سبک کوچه بازاری را با هم آمیخته و ترانه ی  ماندگاری مانند دنیا که ساخته ابراهیم سلمکی هست را ایجاد کند. 
در اوایل دهه ۲۰ هجری که مادرش از دنیا رفت به تهران آمد و به استخدام رادیو نیروی هوایی درآمد ‌‌‌‌‌و سر انجام بعد از سالها زندگی در تهران- منطقه سعادت آباد  در منزل شخصی اش سن ۸۶ سالگی چشم از دنیا فرو بست و در روز چهارم اسفند ۱۳۹۱ در میدان بهارستان خیابان خانقاه به سمت قطعه هنرمندان تشیع و به خاک سپرده شد.

## زندگی
قاسم جبلی در سال ۱۳۰۵ در محله امامزاده یحیی تهران متولد شد. وی از نخستین کسانی بود که سبک عربی را در موسیقی عامیانه ایران رواج دادند. وی از نخستین کسانی بود که سبک ترانه‌های عربی را در موسیقی عامیانه (کوچه‌بازاری) ایران به کار گرفتند. قاسم جبلی که از جوانی با زبان عربی آشنا بود، در سفر به مصر آن را تکمیل کرد و گفته می‌شود که با ام‌کلثوم، خواننده افسانه‌ای عرب، در سن ۲۳ سالگی دیدار داشته و از سبک او پیروی می‌کرده. جبلی از سال ۱۳۲۶ وارد کار رادیو شد و کارش را با خواندن ترانه‌های عامیانه در رادیو شروع کرد. صدای جبلی ، نخستین بار از رادیوی ارتش شنیده شد و سپس به رادیو نیروی هوایی راه یافت. وی با آهنگسازانی چون برادران معارفی، عباس شاپوری، شاپور نیاکان، عباس تجویدی، اسدالله ملک، عماد رام، ابراهیم سلمکی و منوچهر گودرزی هم‌کاری داشت و در کافه‌های لاله‌زار ترانه اجرا می‌کرد.
از سال‌های دهه ۳۰ به بعد در چند فیلم هم بازی کرد.
قاسم جبلی صبح روز پنج‌شنبه ۳ اسفند ۱۳۹۱ در سن ۸۶ سالگی در شهر تهران درگذشت. تشییع جنازه وی روز جمعه ۴ اسفند انجام شد و در قطعه هنرمندان بهشت زهرای تهران به خاک سپرده شد.

## آلبوم‌ها

### قاسم جبلی ۱
| نام ترانه    | ترانه‌سرا         | آهنگساز       | تنظیم |
| ------------ | ---------------- | ------------- | ----- |
| محبوبه       | امیر عظیمی       | منوچهر گودرزی |       |
| ممهتابهتاب   |                  |               |       |
| دلم گرفته    | جهانبخش مهموری   | علی نوعدوست   |       |
| چرا ننالم    | ناصر رستگار نژاد | اسدالله باقری |       |
| پروانه       |                  |               |       |
| غزل احمد گری |                  |               |       |
| تنها یادگار  |                  |               |       |
| ای دل        |                  |               |       |
| پیمان‌شکن     |                  |               |       |
| ساقی         |                  |               |       |
| شانه         |                  |               |       |
| حوریه        |                  |               |       |
| مریم         |                  |               |       |

### لک لک‌ها
| نام ترانه مادر | ترانه‌سرا گودرزی | آهنگساز | تنظیم |
| -------------- | --------------- | ------- | ----- |
| جوانی          |                 |         |       |
| خاری           |                 |         |       |
| لک‌لک‌ها         |                 |         |       |
| مرا خبر نکردی  |                 |         |       |
| مادر           |                 |         |       |
| شب تار         |                 |         |       |
| یادگار         |                 |         |       |
| حبیبه          |                 |         |       |
| اونکه رفته بود |                 |         |       |
| بر مزار مریم   |                 |         |       |
| شراب نوشین     |                 |         |       |
| دود سیگار      |                 |         |       |
| دست طلایی      |                 |         |       |
| روزگار         |                 |         |       |

### فریبا
| نام ترانه        | ترانه‌سرا | آهنگساز | تنظیم |
| ---------------- | -------- | ------- | ----- |
| فریبا            |          |         |       |
| او ن که رفته بود |          |         |       |
| عشق بی‌ریا        |          |         |       |
| ای که دستت میرسه |          |         |       |
| قاصد             |          |         |       |
| بر مزار مریم     |          |         |       |
| مرغ هوس          |          |         |       |
| نمیخوام          |          |         |       |
| شمع و پروانه     |          |         |       |

### بی‌قرار
| نام ترانه     | ترانه‌سرا | آهنگساز | تنظیم |
| ------------- | -------- | ------- | ----- |
| بی‌قرار        |          |         |       |
| اشک من        |          |         |       |
| عزیزترین کس   |          |         |       |
| بهار بی ثمر   |          |         |       |
| بی‌خبر از من   |          |         |       |
| درماندگی      |          |         |       |
| دست حنایی     |          |         |       |
| دلم چشمه خونه |          |         |       |